# Tyaraity
Tyaraity är ett australiskt språk som talades av 10 personer år 1983. Tyaraity talas i Nordterritoriet. Tyaraity tillhör dalyspråken.